# Mulberry (Florida)
Mulberry és una població dels Estats Units a l'estat de Florida. Segons el cens del 2000 tenia 3.230 habitants.

## Demografia
Segons el cens del 2000, Mulberry tenia 3.230 habitants, 1.328 habitatges, i 925 famílies. La densitat de població era de 406,2 habitants/km².
Dels 1.328 habitatges en un 25% hi vivien nens de menys de 18 anys, en un 50% hi vivien parelles casades, en un 15,6% dones solteres, i en un 30,3% no eren unitats familiars. En el 25,5% dels habitatges hi vivien persones soles el 14,4% de les quals corresponia a persones de 65 anys o més que vivien soles. El nombre mitjà de persones vivint en cada habitatge era de 2,43 i el nombre mitjà de persones que vivien en cada família era de 2,87.
Per edats la població es repartia de la següent manera: un 23,3% tenia menys de 18 anys, un 7,6% entre 18 i 24, un 22,3% entre 25 i 44, un 21,1% de 45 a 60 i un 25,7% 65 anys o més.
L'edat mediana era de 42 anys. Per cada 100 dones de 18 o més anys hi havia 88,9 homes.
La renda mediana per habitatge era de 28.247 $ i la renda mediana per família de 28.860 $. Els homes tenien una renda mediana de 29.417 $ mentre que les dones 20.965 $. La renda per capita de la població era de 14.828 $. Entorn del 14,7% de les famílies i el 16,6% de la població estaven per davall del llindar de pobresa.

## Poblacions més properes
El següent diagrama mostra les poblacions més properes.